# 乳酸メチル
乳酸メチル（にゅうさんメチル、英: methyl lactate）は、化学式C4H8O3で表される有機化合物。R体・S体の光学異性体がある。

## 用途
ニトロセルロースやアセチルセルロース、着色料などの溶剤や、洗浄剤・合成原料として用いられる。近年では、蚊の誘引剤としての利用も研究されている。

## 製造
従来は青酸とアセトアルデヒドからシアンヒドリンを合成し、加水分解したのちにエステル化する方法が採られていたが、1996年ごろにラクトアミドとギ酸エステルから、乳酸メチルなどの乳酸エステルとホルムアミドを製造する方法が開発された。

## 安全性
日本の消防法では危険物第4類・第2石油類に分類される。半数致死量（LD50）は、ラットへの経口投与で5,000mg/kg以上。生分解があり、魚毒性は低いと考えられる。